# جايسون ماثيوز
جايسون ماثيوز (بالإنجليزية: Jason Matthews)‏ (13 مارس 1975 في المملكة المتحدة - ) هو مدرب كرة قدم ولاعب كرة قدم بريطاني في مركز حراسة المرمى. لعب مع نادي آبريستويث تاون ونونيتون بورو ‏ وEastleigh F.C. ‏ وDorchester Town F.C. ‏ ونادي باث سيتي ونادي إكزتر سيتي وClevedon Town F.C. ‏ ونادي ويموث.

## وصلات خارجية
- جايسون ماثيوز على موقع قاعدة بيانات كرة القدم.إي يو (الإنجليزية)
- جايسون ماثيوز على موقع Soccerbase.com (لاعب) (الإنجليزية)
- جايسون ماثيوز على موقع Soccerway.com (الإنجليزية)